# Hubert Schiefelbein
Hubert Schiefelbein (* 7. August 1930 in Falkenburg) ist ein deutscher Diplom-Bildhauer. Er war der einzige Professor für Bildende und architekturbezogene Kunst in der DDR.

## Biografie
Hubert Schiefelbein wuchs in Falkenburg in Hinterpommern, heute Złocieniec in Polen, in einfachen Verhältnissen auf. Von 1937 bis 1944 besuchte er die dortige Volks- und Mittelschule. Nach misslungener Flucht 1945 arbeitete er auf einem noch deutschen Bauernhof und danach bis zur Umsiedlung Juli 1947 in einer polnischen Bäckerei. Von 1948 bis 1950 erlernte er den Beruf eines Bau- und Möbeltischlers in Greifswald. Von 1950 bis 1953 absolvierte er die Fachschule für angewandte Kunst Wismar in der Fachrichtung Holzbildhauerei. An der Hochschule für bildende und angewandte Kunst in Berlin-Weißensee studierte er von 1953 bis 1958 Plastik bei Professor Heinrich Drake und schloss dies mit Diplom ab. Bis zur Berufung als Dozent für Bauplastik 1965 an der Hochschule für Architektur und Bauwesen Weimar arbeitete er als freischaffender Bildhauer in Berlin. 1959 hatte er einen Studienaufenthalt im VEB Großdrehmaschinenbau „7. Oktober“ . Danach schuf er u. a. die Porträtplastik eines Arbeiterveteranen, der im Werk gearbeitet hatte.
Er trat die Nachfolge von Professor Siegfried Tschierschky  an, der Wegbereiter durchbruchplastischer Wände in Architekturfassaden war. In Lehre und Forschung setzte Schiefelbein sein Wirken fort. 1969 wurde er zum Professor für Bildende Kunst an der Hochschule für Architektur und Bauwesen Weimar, Fakultät Architektur, berufen, den er bis zum Ausscheiden Ende 1992 innehatte. Des Weiteren war er dort von 1976 bis 1979 Leiter des Wissenschaftlichen Bereiches Gestaltung und Entwerfen sowie von 1979 bis 1991 Leiter des Künstlerischen Bereiches.
Er war von 1958 bis 1990 Mitglied des Verbands Bildender Künstler der DDR.
Schiefelbein ist verheiratet, hat zwei Kinder und wohnt seit 1994 in Neubukow.

## Ehrungen
- 1977: Orden Banner der Arbeit Stufe I
- 1980: Vaterländischer Verdienstorden
- 1984: Verdienstmedaille der DDR

## Betonformsteine
Hubert Schiefelbein hat eine ganze Reihe von Betonelementen entwickelt, die nicht nur dekorativen, sondern auch funktionalen Überlegungen folgten. Hinsichtlich des Dekors ließen die Elemente mittels Drehung möglichst viele Kombinationsmöglichkeiten zu, ermöglichten ein reizvolles Spiel mit Licht und Schatten und stellten keine konkreten Gegenstände dar, da diese sonst durch die Serialität den Symbolwert an Bedeutung verlieren würden. Die optimale Variationsskala ließ sich dabei durch asymmetrisch angeschnittene Elemente mit unterschiedlichen großen Durchbrüchen erzielen. Unter funktionalen Gesichtspunkten sind die Elemente so gestaltet, dass die Wandöffnungen den Blick diagonal in die Raumtiefe führten, um genügend Licht durchzulassen und gleichzeitig ausreichend vor Blicken von außen zu schützen und dass sie ausreichend über Standsicherheit verfügten. Durch ihren dekorativen Charakter und dem Prinzip der Reihung vermitteln die durchbruchplastischen Wände zwischen der Monumentalkunst und der Serienbauweise und haben maßgeblich zum Erscheinungsbild der Architektur in der DDR beigetragen. Besonderes Merkmal von Hubert Schiefelbeins Entwürfen ist der geschwungene Durchbruch – die schräge, konvex oder konkav gestaltete Führung durch den Kubus. Jede von Schiefelbein entworfene Wand hat durch die asymmetrische Gestaltung der Bausteine automatisch zwei unterschiedliche Ansichten.
Schiefelbein war es wichtig, die Stärke der Materialien, besonders der Wand, wieder zu betonen, da die Architektur selbst sich zunehmend aus flächigen Elementen zusammensetzte. Bei den Plattenbauten wurde die Tiefe des Baukörpers wenig bis gar nicht betont.
Die Kooperation mit dem Landschaftsarchitekten Erhard Kister vom Wohnungsbaukombinat Erfurt gab Hubert Schiefelbein die Möglichkeit, die Elemente im konkreten Kontext der Erfurter Großwohnsiedlungen zu entwerfen und dort auch zu realisieren. Später sind seine Wände auch in anderen Städten und Siedlungen eingesetzt worden.

## Werke (Auswahl)

### 1959 bis 1962 Kleinplastiken in Bronze
- Einer von der Malerbrigade, 23 cm, Museum Magdeburg
- Fräulein, 40 cm, Museum Magdeburg (2. Preis in Kleinplastikwettbewerb 1960)
- Sänger, 40 cm, Bauhaus-Universität Weimar
- Alte auf der Bank, 16 cm, Museum Erfurt[2]

### 1961 bis 1971 Spielplastiken in Beton
- Kletterelefant, 130 cm, Berlin
- Kamelgruppen, 240 cm, Leipzig und andere Städte
- Raumstationen, 180 cm, Erfurt

### 1962 bis 1968 Architekturbezogene Kunst in Beton

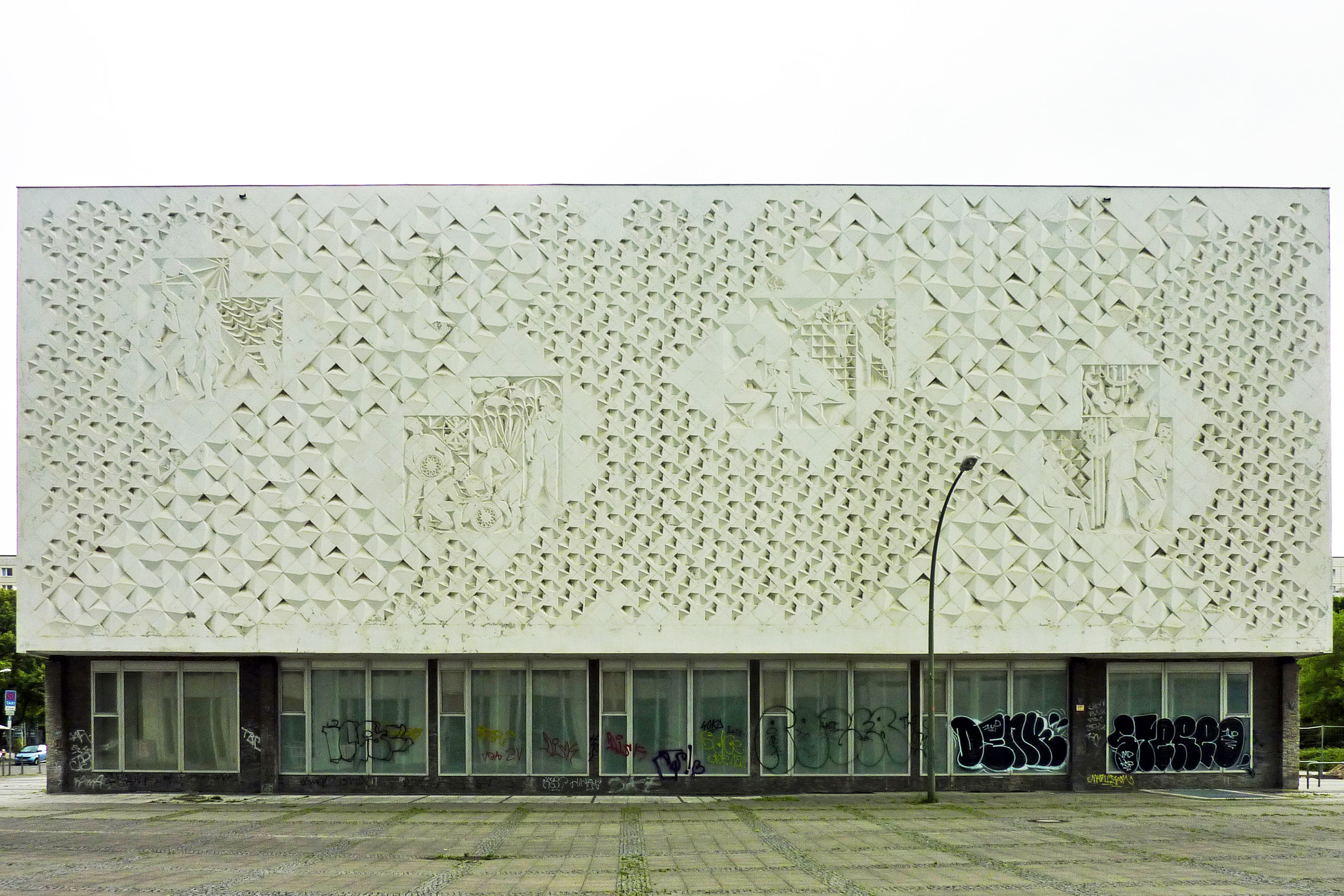
Kino International – Nordfassade

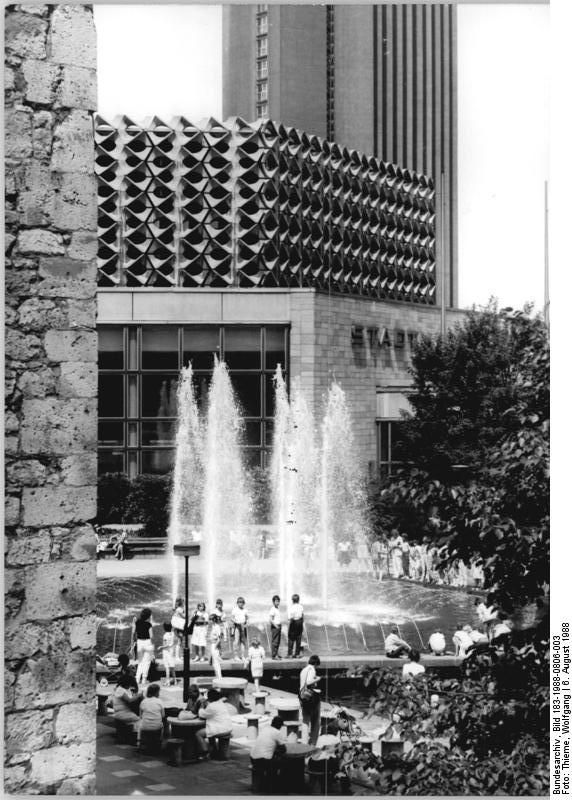
Stadthalle Karl-Marx-Stadt

- Kino „International“ (zusammen mit Waldemar Grzimek und Karl Heinz Schamal), 3 Kompositionen und 7 Reliefs, Berlin
- Durchbruchplastische Wand, Haus der Industrieverwaltung, Chemnitz (Preis im Architektur-Wettbewerb 1968)
- Durchbruchplastische Wände an der Stadthalle Karl-Marx-Stadt

### 1964 bis 1993 Medaillen und Plaketten in Bronze, Terrakotta u. a. m.
- Jahr der Frau, Bronze, Bronze, 68 mm, 1975, Bauhaus-Universität Weimar
- Gewerkschaft Wissenschaft, Bronze, 58 mm, Erfurt
- Literatur-Kunstpreis Weimar, Bronze, 58 mm, 1984, Weimar
- 125 Jahre Tradition der Hochschule Weimar, Bronze 74 × 46 mm, 1985, Bauhaus-Universität Weimar
- Wartburg bei Eisenach, Bronze, 60 mm, 1988, Wartburg Eisenach
- Bildhauer der Hochschule, Bronze, 102 mm, 1988, Bauhaus-Universität Weimar
- Nachdenken über Architektur, Bronze, 69 mm, 1989
- pro emerito, Bronze, 102 mm, 1990, Bauhaus-Universität Weimar
- Resümee, Bronze, 75 mm, 1990
- Bauhaus-Stiftung, Terrakotta, 76 mm, 1990, Bauhaus-Universität Weimar
- Währungsunion, Bronze, 75 mm, 1990, Münzsammlungen Berlin, Dresden, München und Münster (XXIII. FIDEM-Kongress London 1992)

### 1969 bis 1990 Plastik/Skulpturen in Bronze, Marmor und Kunststein
- Skulptur „Völkerfreundschaft“, Bronze, 175 cm, Werbellinsee und Erfurt
- Brunnenskulptur „Badende“, Marmor, 126 cm, 1983, auf dem Mensainnenhof der Bauhaus-Universität Weimar (national wertvolles Kulturgut 2014)
- Säule „Geschichte der Architektur“, Gips für Guss, 340 cm, 1990/1995, Bauhaus-Universität Weimar

### 1970 bis 1980 Durchbruchplastische Betonsteine und Reliefs im Freiraum
- Halbschale, 50 × 50 × 25 cm, WBK Erfurt
- X-Element, 50 × 50 × 25 cm, WBK Erfurt
- Kreuzkehre, 50 × 50 × 25 cm, WBK Erfurt
- Sitzschale, 180 × 60 × 40 cm, WBK Erfurt
- Reliefwand „Riffeln“
- Reliefwand „Falter“, 150 × 100 × 25 cm, WBK Erfurt
- Relief „Tektonik 80“ im Foyer des Hauptgebäudes der Bauhaus-Universität Weimar

### 1991 bis 2007 Skulpturen in Holz und Stein
- Spaltung, Rüster, 72 cm, 1992, Archiv der Moderne der Bauhaus-Universität Weimar
- Einheit, Birnbaum, 62 cm, 1992, Archiv der Moderne der Bauhaus-Universität Weimar
- Geschlossenheit, Rüster, 90 cm, 1993, Archiv der Moderne der Bauhaus-Universität Weimar
- Gewalt, Marmor, 60 cm, 1993, Archiv der Moderne der Bauhaus-Universität Weimar
- Ambivalenz, Marmor, 52 cm, 1993
- Ruhestand, Marmor, 38 cm, 1993
- Mutter, Marmor, 50 cm, 1993
- Fruchtbarkeit, Marmor, 45 cm, 1993
- Pflegefall, Granit, 22 cm, 1997
- Sitzende, Kalkstein, 28 cm, 1998
- Lastenträger, Rüster, 98 cm, 1999, Archiv der Moderne der Bauhaus-Universität Weimar
- Kampf, Kiefer, 95 cm, 1999
- I. I. Gerangel, Rüster, 82 cm, 1999
- Beistand, Kiefer, 101 cm, 2000
- Brüder Kain und Abel, Pappel, 82 cm, 2001
- Eva, Nußbaum, 89 cm, 2002
- Verlorene Venus, Eiche, 85 cm, 2002, Archiv der Moderne der Bauhaus-Universität Weimar
- I. I. I. Fechter, Kiefer, 148 cm, 2003, Archiv der Moderne der Bauhaus-Universität Weimar
- Adam, Nußbaum, 80 cm, 2004, Bauhaus-Universität Weimar
- Zukunft, Nußbaum, 89 cm, 2004
- Freude, Eiche, 146 cm, 2005, Archiv der Moderne der Bauhaus-Universität Weimar
- Keuschheit, Eiche, 144 cm, 2005
- Wind, Eiche, 94 cm, 2007, Archiv der Moderne der Bauhaus-Universität Weimar

### 1963 bis 1990 Artikel in Fachzeitschriften
Kunsterziehung, Bildende Kunst, Wissenschaftliche Zeitschrift der Hochschule für Architektur und Bauwesen (HAB) Weimar

### 1996 bis 2011 Editionen im Eigenverlag
- Wort und Bild – 12 Hefte A5
- Bild und Wort – 12 Hefte (Kleeblätter), 21 × 10,5 cm

## Teilnahme an zentralen und wichtigen regionalen Ausstellungen in der DDR
- 1957: Berlin, Ausstellungspavillon Werderstraße („Junge Künstler“)
- 1960: Berlin, Bezirkskunstausstellung
- 1975: Erfurt, Bezirkskunstausstellung
- 1972/1973 und 1977/1978: Dresden, VII. und VIII. Kunstausstellung der DDR